# Vademecum historyka starożytnej Grecji i Rzymu
Vademecum historyka starożytnej Grecji i Rzymu – specjalistyczne kompendium, będące oryginalnym pomysłem polskich badaczy antyku pod redakcją Ewy Wipszyckiej.

## Treść
Idea powstania sięga drugiej połowy lat 70., kiedy zaczęto prace nad 1 tomem (pierwsze wydanie 1979; 4 wydania do 1985 roku). W pierwszym tomie ujęto takie zagadnienia jak: źródłoznawstwo antyczne; historiografia antyczna; krytyka tekstu; epigrafika; papirologia; numizmatyka, chronologia; listy władców; metrologia. W 1986 ukazał się tom 2. W 1999 ukazał się 3 tom poświęcony wyłącznie źródłom dotyczącym późnego antyku. Ostatnie wydanie gruntownie zmienione i uzupełnione ukazało się w 2001 roku.